# Henry Howard (amerikansk politiker)

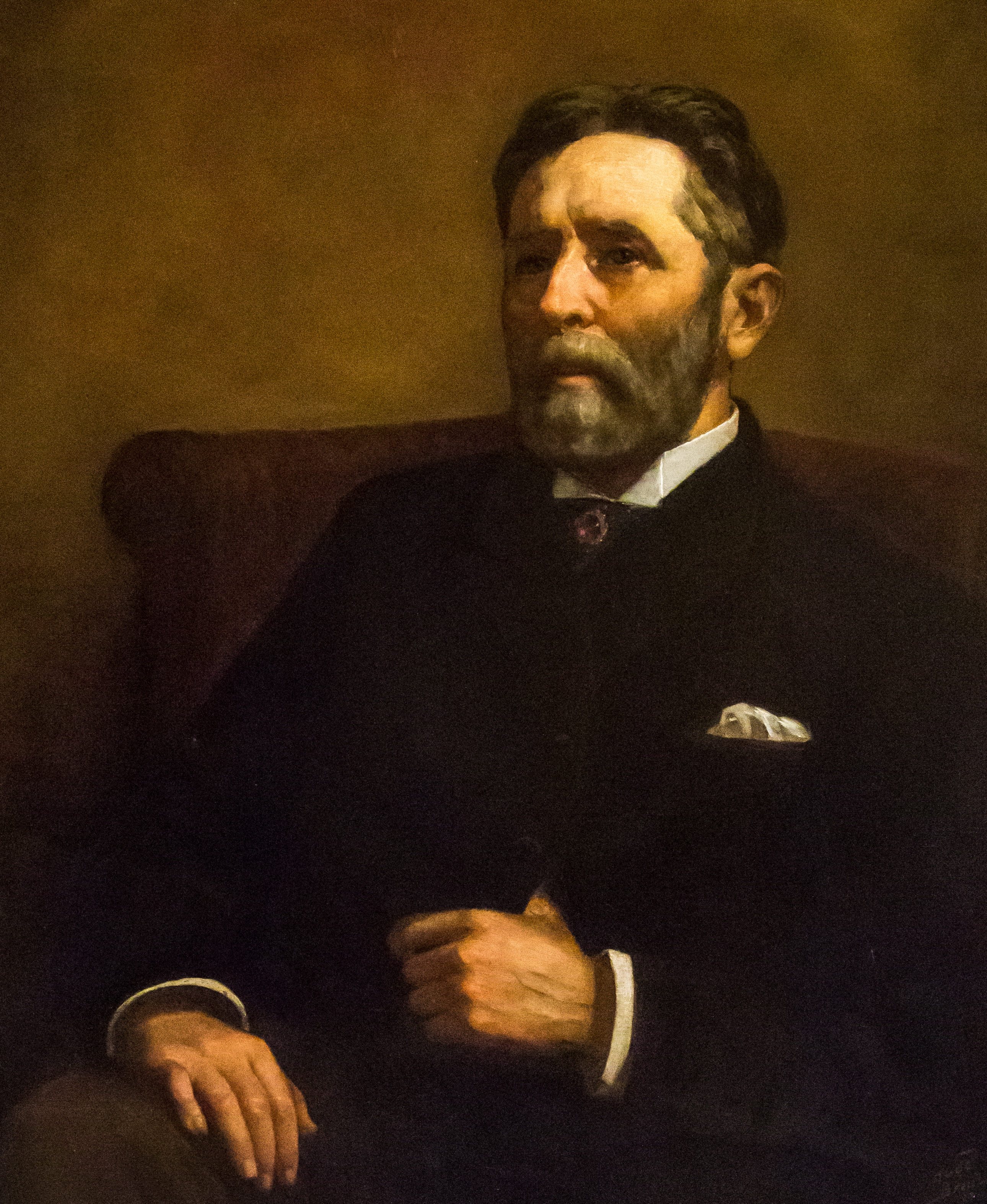
Henry Howard.

Henry Howard, född 2 april 1826, död 22 september 1905, var en amerikansk politiker och guvernör i Rhode Island från 1873 till 1875.

## Utbildning och familj
Henry Howard föddes i Cranston, Rhode Island, som son till Jesse och Mary Howard. År 1848 studerade han juridik på den advokatbyrå som tillhörde den framtida guvernören i Rhode Island William W. Hoppin. Han gifte sig med Catherine Greene Harris (1830-1907) 1851, dotter till textilfabrikören och tidigare guvernören Elisha Harris. Samma år antogs han till advokatsamfunder i Rhode Island och startade sin egen advokatbyrå. Henry och Catherine Howard hade dottern Jessie och de två sönerna Elisha och Charles.

## Karriär
Medan han tjänstgjorde i Rhode Islands parlament, var Howard delegat till 1856 års Republikanska nationella konvent, som nominerade John C. Fremont som Republikanernas presidentkandidat.
År 1858 avvecklade Howard sin advokatbyrå för att öppna ett kontor i New York för sin svärfars företag. När Elisha Harris avled 1861, återvände Howard till Rhode Island för att ta ett större ansvar för företaget. När det ombildades 1865 som Harris Manufacturing Company, blev Howard verkställande direktör. Även hans bror David arbetade i företaget.
Howard förblev aktiv i Republikanerna och var elektor i presidentvalet 1872, då Ulysses S. Grant valdes om till en andra mandatperiod. År 1873 valdes Howard till den första av två på varandra följande mandatperioder som guvernör i Rhode Island. Han avstod från att kandidera till en tredje mandatperiod. År 1876 tjänstgjorde han återigen som delegat till Republikanernas nationella konvent. Han nominerades 1878 av president Rutherford B. Hayes som assisterande kommissionär vid världsutställningen i Paris samma år.
Howard medverkade 1878 tillsammans med Pardon Armington och Gardiner C. Sims till att etablera Armington and Sims Engine Company, som tillverkade ångmaskiner. Driftsäkerheten hos deras motorer fick Thomas Edison att använda dem till sitt kraftverk vid Pearl Street Station i New York. Företagets finanser drabbades hårt av depressionen som följde av den ekonomiska krisen 1893 och kollapsade totalt 1896. Tillgångarna såldes till Eastern Engine company.
Howard grundade Providence Telephone Company var dess verkställande direktör för resten av sitt liv.

## Pensionering och död
Howard tog pension 1900 och Harris Mill i Coventry, Rhode Island, såldes till Interlaken Mills, som drevs av bland andra Howards svärson Edward Bucklin. Howard avled 1905, han begravdes på Greenwood Cemetery i Coventry, Rhode Island.